# Atenti Oriente
Atenti Oriente är en ort i Mexiko.   Den ligger i kommunen Tetela de Ocampo och delstaten Puebla, i den sydöstra delen av landet, 160 km öster om huvudstaden Mexico City. Atenti Oriente ligger 1 687 meter över havet och antalet invånare är 298.
Terrängen runt Atenti Oriente är kuperad åt sydost, men åt nordväst är den bergig. Runt Atenti Oriente är det ganska tätbefolkat, med 75 invånare per kvadratkilometer. Närmaste större samhälle är Xochiapulco, 4,1 km sydost om Atenti Oriente. I omgivningarna runt Atenti Oriente växer huvudsakligen savannskog.